# Рааб, Штефан
Штефан Рааб (нем. Stefan Raab, полное имя: Stefan Konrad Raab, родился 20 октября 1966 года в Кёльне) — немецкий телеведущий, артист, комик, музыкант и музыкальный продюсер. Представитель Германии на Евровидение 2000, где занял 5 место.

## Карьера

### Телевидение
Штефан Рааб — ведущий телешоу «TV Total» на немецком канале Pro7 (с 1999 года). В «TV Total» Рааб не останавливается практически ни перед чем, отпуская самые дерзкие шутливые замечания по поводу персон и событий, освещаемых в прессе и на телевидении (вплоть до шуток о канцлере). Шутки бывают и на темы, связанные с сексом и наркотиками. На Рааба неоднократно подавали в суд, и иногда ему приходилось возмещать моральный ущерб «жертвам» своих высказываний.
Гостями «TV Total» были многие знаменитости, в числе которых Кайли Миноуг, U2 (первое выступление вживую на немецком ТВ), Роберт Смит, Ральф Шумахер, братья Кличко, группа Scorpions, Шакира и многие другие.
Рааб также создаёт необычные спортивные шоу, в которых участвует сам и приглашает других знаменитостей. Так, он изобрёл катание на тазах (скоростной съезд на воках) по бобслейной трассе, по которой с 2004 года ежегодно проводятся соревнования. Он бился на ринге с чемпионкой мира по боксу. В своем шоу «Побей Рааба» он соревнуется с другими персонами из публики в самых различных, частично специально придуманных, видах и почти всегда выигрывает.
Перед зимними Олимпийскими играми 2002 года в Солт-Лейк-Сити за спонсорский взнос пытался попасть в сборную Молдавии как лыжник, однако в МОК отрицательно отнеслись к идее «олимпийского туризма», предложив ему пройти отбор по спортивному принципу.
До «TV Total» Раб работал с музыкальным телеканалом «VIVA».
После 19 декабря 2015 года Штефан Рааб заканчивает свою телевизионную карьеру.

### Музыка
Штефан Рааб писал, исполнял и продюсировал музыку, в том числе для телевидения и рекламных роликов. Рааб также на протяжении многих лет принимал активное участие в Евровидении, частично чтобы свести счёты с Ральфом Зигелем, который узурпировал отбор немецких кандидатов на Евровидение в конце 90-х — начале 2000-х годов. В 98-м он писал музыку к песне Гидо. В 2000 Рааб выступил сам с песней «Вадде-Хадде-Дудде-Да», заняв 5-е место. В 2004 Рааб провёл кастинг кандидата, отобрав Макса Мутцке. В 2010 Рааб организовал конкурс по всей Германии, в результате которого на Евровидение поехала Лена Майер-Ландрут, занявшая 1-е место.
Самым большим личным музыкальным успехом стал сингл Maschen-Draht-Zaun (1999), поднявшийся на первое место в немецком и австрийском, на второе в швейцарском хит-параде.